# Nickelodeon Kids’ Choice Awards 1995

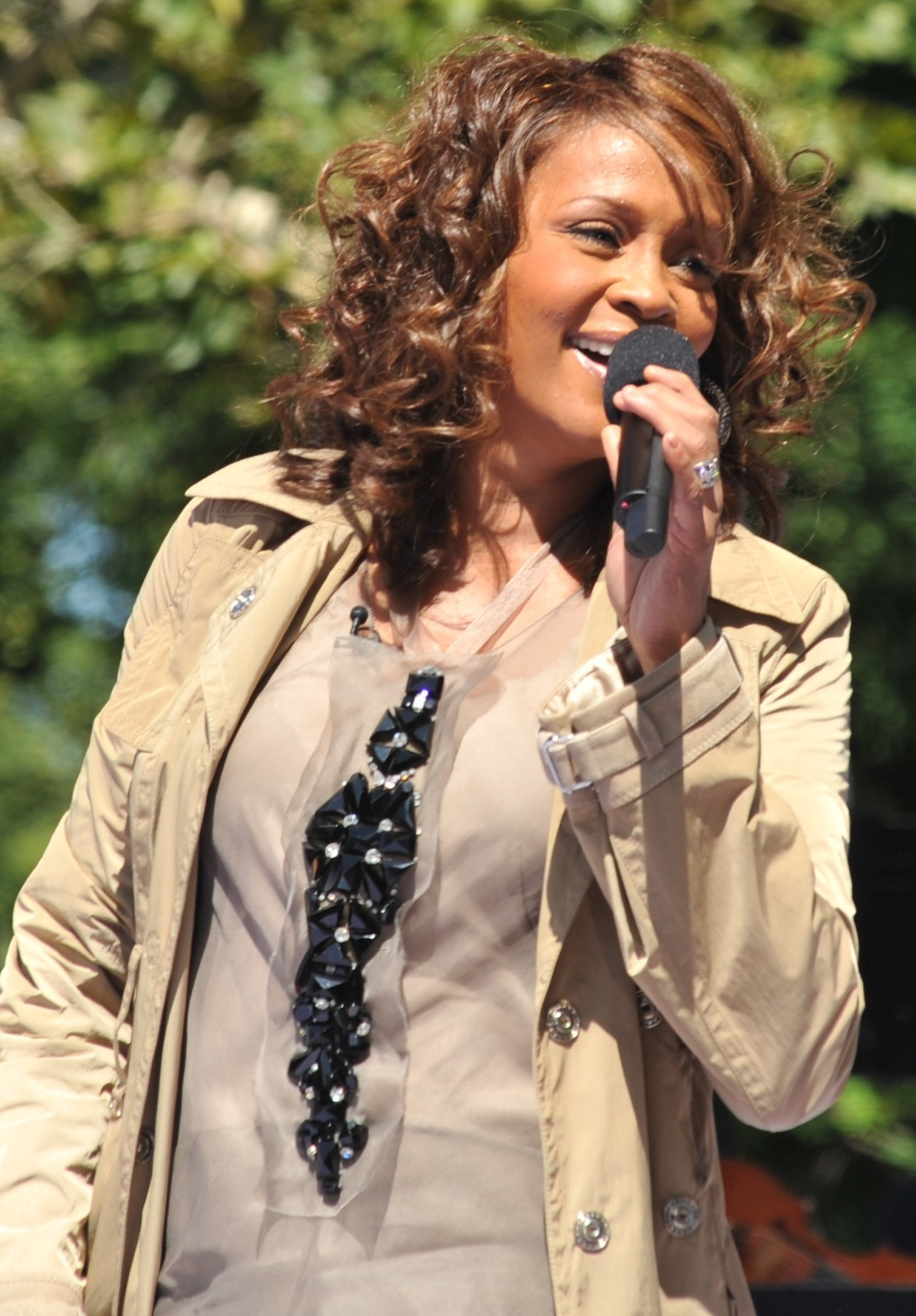
Moderatorin Whitney Houston (2009)

Die Nickelodeon Kids’ Choice Awards 1995 (KCA) fanden am 20. Mai 1995 im Barker Hangar auf dem Gelände des Santa Monica Municipal Airports in Santa Monica statt. Es war die 8. US-amerikanische Preisverleihung der Blimps. Dies sind orangefarbene, zeppelinförmige Trophäen mit dem Logo des Senders Nickelodeon, die in 16 Kategorien vergeben wurden. Darüber hinaus erhielten Boyz II Men den goldenen Hall of Fame Award. Moderatorin der Verleihung war Whitney Houston.

## Live-Auftritte
Die Band Soul For Real sang den Song Candy Rain und Brandy präsentierte ihren Titel Baby. Außerdem trat Montell Jordan mit This Is How We Do It auf.

## Schleimduschen
Zur Belustigung erhalten jedes Jahr Prominente eine grüne Schleimdusche, die Nickelodeon als höchste Würdigung versteht. Die Schleimdusche erhielt diesmal der Schauspieler Mark Curry.

## Kategorien
Es konnte im Vorfeld sechs Wochen lang telefonisch, per E-Mail und auf dem Postweg abgestimmt werden. Erstmals wurden die Kategorien Lieblings-Buch und Lieblings-Videospiel gekürt.
Die Gewinner sind fett angegeben.

### Fernsehen
| - Hör mal, wer da hämmert - Der Prinz von Bel-Air - Martin - Doug - Aladdin - Animaniacs | - Tia & Tamera Mowry – Sister, Sister - Queen Latifah – Living Single - Roseanne Barr – Roseanne - Tim Allen – Hör mal, wer da hämmert - Martin Lawrence – Martin - Sinbad – Ein Vater für zwei |

### Film
| - Der König der Löwen - Ace Ventura – Ein tierischer Detektiv - Speed - Rosie O’Donnell – Flintstones – Die Familie Feuerstein - Sally Field – Forrest Gump - Sandra Bullock – Speed | - Jim Carrey – Ace Ventura – Ein tierischer Detektiv - Keanu Reeves – Speed - Tim Allen – Santa Clause – Eine schöne Bescherung |

### Musik
| - Boyz II Men - Creep – TLC | - Janet Jackson - Babyface - Mariah Carey |

### Sport
| - Nancy Kerrigan - Bonnie Blair - Shannon Miller - Shaquille O’Neal - Charles Barkley - Joe Montana | - Chicago Bulls - Dallas Cowboys - San Francisco 49ers |

### Andere
| - Donkey Kong Country - Aladdin (Spiel zum Film) - NBA Jam - Gänsehaut: Der Schrecken, der aus der Tiefe kam – Goosebumps: Deep Trouble – R. L. Stine | - Hund Milo – Die Maske - Hund Buck – Eine schrecklich nette Familie - Hund Comet – Full House - Boyz II Men |